# Brandon Costner
Brandon Jay Costner (Montclair, 21 luglio 1987) è un ex cestista statunitense.

## Palmarès
- McDonald's All-American Game (2005)
- All-NBDL Third Team (2012)